# Pañcānantaryāṇi karmāṇi
Le Pañcānantaryāṇi karmāṇi (sanscrito) sono, nel buddismo, le "cinque azioni a retribuzione immediata" (cinese: 五無間業 wŭwújiānzhū o, con il significato di "le cinque offese per ribellione" 五逆罪 wŭnìzuì da cui il giapponese: go-gyakuzai o go-gyaku).
Secondo la dottrina buddista del karma ogni azione compiuta in modo consapevole produce un effetto positivo, negativo o neutro. Tale effetto può verificarsi nella rinascita successiva, o molte rinascite dopo. Tuttavia sono state identificate cinque azioni particolarmente efferate che producono effetti già nella presente vita, pertanto sono dette azioni dal ānantarya karma (pāli: ānantarika kamma) e conducono poi a una rinascita in Avīci.
Queste sono: 
1. Uccidere la propria madre (cinese: 殺母; sanscrito: mātṛghāta)
2. Uccidere il proprio padre (cinese: 殺父; sanscrito: pitṛghāta)
3. Uccidere un Arhat (cinese: 殺阿羅漢; sanscrito: arhadvadha)
4. Ferire, fino al versamento di sangue, un Buddha (cinese: 出佛身血; sanscrito: tathāgatasyāntike duṣṭacittarudhirotpadana)
5. Produrre uno scisma nel Saṅgha (cinese: 破和合僧; sanscrito: saṅghabheda)

Nel buddismo Mahāyāna cinese a questi se ne aggiungono altri:
1. Danneggiare e saccheggiare, o spingere altri a farlo, uno Stūpa, il Tripiṭaka o i Tre gioielli
2. Diffamare la predicazione Mahāyāna
3. Uccidere un bhikkhu o impedirne la pratica
4. Non credere nel principio di causa-effetto del karma